# Smicroplectrus nigricornis
Smicroplectrus nigricornis là một loài tò vò trong họ Ichneumonidae.